# Pleurothallis
 Pleurothallis es un género con una enorme cantidad de especies con más de 1200, es el segundo mayor en la familia Orchidaceae después de Bulbophyllum. Son orquídeas de diversos hábitos de desarrollo de la subtribu Pleurothallidinae de la  tribu (Epidendreae). Se encuentran en ambas Américas.     

## Hábitat
Este género se sitúa íntegramente en el Nuevo Mundo encontrándose desde el sudeste de  Estados Unidos bajando por los  trópicos de Sudamérica, con la mayoría de las especies en las alturas de la cadena de los Andes donde se encuentran los bosques nublados, sobre todo en Colombia, Ecuador y Perú. Se pueden encontrar en lugares secos o húmedos de clima tropical o templado.

## Descripción
En este género se incluye una gran variedad de formas vegetatívas,   terrestres o epífitas. Aquí se pueden encontrar formas parecidas a cañas con una altura de un metro o más, matas o rastreras, péndulas o rampantes, erectas o rizomatosas, en manojo o  pocas, delicadas  especies parecidas a musgos que se pueden desarrollar en las más delgadas de las ramitas. Pero todas ellas tienen un denominador común: todas tienen dos polinia.

Estas han reducido su pseudobulbos y en su puesto, algunas especies tienen hojas suculentas gruesas.

Sus flores se encuentran entre las diversas y extrañas, si bien no obstante muy pequeñas y especializadas en utilizar para su polinización insectos diminutos tales como mosquitos o avispas.

## Taxonomía
Para poner un cierto orden en este género tan diverso se clasifican en  29 subgéneros y 25 secciones. Mucho de este trabajo lo ha realizado el Dr. C. Luer. Un nuevo análisis, basado en pruebas de DNA, ha confirmado en su totalidad esta clasificación de la  subtribu Pleurothallidinae, con sin embargo Pleurothallis como la principal diferencia. Esto no ha sorprendido a nadie desde que este en cierta medida género de artificio ha sido además el cajón de sastre para especies que no encajaban en ningún otro género. 
La nueva perspectiva genética puede desmembrar a este género, y hacerlo más consecuente con los principios de las relaciones evolucionistas y de los géneros monofiléticos. Varias veces se ha intentado una partición, pero siempre ha habido muchas formas intermedias. El subgénero Acianthera se presenta como un firme candidato para llegar a ser un género aparte, tanto como los subgéneros Pleurothallis y  Specklinia . El subgénero  Acuminatae  podría ser propuesto como el género Anathallis. 
En el 2004 se han creado los nuevos géneros  Acianthera, Ancipitia, Antilla, Apoda-prorepentia, Areldia, Atopoglossum, Brenesia, Crocodeilanthe, en los que se incorporan un gran número de anteriores especies de Pleurothallis  (Monogr. Syst. Bot. Missouri Bot. Gard. 95: 255. 2004 [Feb 2004]).
Los subgéneros Pleurothallis y Specklinia se han constituido como géneros aparte, y el subgénero Acuminatae podría resultar propuesto como el nuevo género Anathallis.
Como géneros aliados se incluyen:
- Dracula
- Masdevallia
- Restrepia
- Stelis

El género fue descrito por Robert Brown y publicado en Hortus Kewensis; or, a Catalogue of the Plants Cultivated in the Royal Botanic Garden at Kew. London (2nd ed.) 5: 211. 1813.
Etimología
Pleurothallis: nombre genérico que deriva de la palabra griega  'pleurothallos', que significa "ramas parecidas a costillas". Esto se refiere a la similitud de las costillas de los tallos de muchas de sus especies.  

## Especies Pleurothallis
Esta es la lista incompleta de las aproximadamente 1240 especies. Ver Lista de especies de Pleurothallis.
Unas pocas especies de las más comunes: 
- Pleurothallis angustifolia:  Orquídea bonete de Wilson.
- Pleurothallis appendiculata: Bonete de mano
- Pleurothallis aristata: Orquídea bonete de bosque.
- Pleurothallis domingensis: Bonete de Guadalupe.
- Pleurothallis immersa : Orquídea negra.
- Pleurothallis oblongifolia: Bonete de damas.
- Pleurothallis obovata: Bonete de Sudamérica.
- Pleurothallis pruinosa: Bonete de cera.
- Pleurothallis pubescens : Bonete peludo.
- Pleurothallis racemiflora
- Pleurothallis ruscifolia:  Orquídea bonete verde
- Pleurothallis tubata (México a Centroamérica).
- Pleurothallis segoviensis: Orquídea de la mosca de la trucha.